# White City (Oregon)
White City és una concentració de població designada pel cens dels Estats Units a l'estat d'Oregon. Segons el cens del 2000 tenia 5.466 habitants.

## Demografia
Segons el cens del 2000, White City tenia 5.466 habitants, 1.761 habitatges, i 1.384 famílies. La densitat de població era de 1.140,8 habitants per km².
Dels 1.761 habitatges en un 47,4% hi vivien nens de menys de 18 anys, en un 55,8% hi vivien parelles casades, en un 16,4% dones solteres, i en un 21,4% no eren unitats familiars. En el 16,9% dels habitatges hi vivien persones soles el 5,2% de les quals corresponia a persones de 65 anys o més que vivien soles. El nombre mitjà de persones vivint en cada habitatge era de 3,09 i el nombre mitjà de persones que vivien en cada família era de 3,43.
Per edats la població es repartia de la següent manera: un 34,2% tenia menys de 18 anys, un 9,7% entre 18 i 24, un 30,4% entre 25 i 44, un 18,2% de 45 a 60 i un 7,4% 65 anys o més.
L'edat mediana era de 30 anys. Per cada 100 dones de 18 o més anys hi havia 95,1 homes.
La renda mediana per habitatge era de 29.342 $ i la renda mediana per família de 30.743 $. Els homes tenien una renda mediana de 27.175 $ mentre que les dones 20.784 $. La renda per capita de la població era d'11.253 $. Aproximadament el 18,9% de les famílies i el 21,1% de la població estaven per davall del llindar de pobresa.

## Poblacions més properes
El següent diagrama mostra les poblacions més properes.